# Rivierenland (Vlaamse regio)
De Regio Rivierenland is een van de 15 Vlaamse referentieregio's en bevindt zich in het zuiden van de Belgische provincie Antwerpen. De regio valt samen met het bestuurlijk arrondissement Mechelen.
De volgende 12 gemeenten maken deel uit van de Regio Rivierenland:
- Berlaar
- Bonheiden
- Bornem
- Duffel
- Heist-op-den-Berg
- Lier
- Mechelen
- Nijlen
- Putte
- Puurs-Sint-Amands
- Sint-Katelijne-Waver
- Willebroek

## Gerelateerde samenwerkingsverbanden
Binnen de referentieregio bestaan er verschillende samenwerkingsverbanden die de naam Rivierenland momenteel (al) gebruiken. Deze samenwerkingen verschillen vaak echter in termen van deelnemende gemeenten. Zo zijn er ook enkele intergemeentelijke samenwerkingsverbanden die breder gaan dan de referentieregio.
- Regionaal Landschap Rivierenland, regionaal landschap aangevuld met de gemeenten uit de Rupelstreek en Antwerpse zuidrand[1].
- Hulpverleningszone Rivierenland, een hulpverleningszone aangevuld met de gemeenten uit de Rupelstreek en Aartselaar[2].
- Politiezone Rivierenland, de politiezone die de gemeenten Mechelen, Willebroek, Bornem en Puurs-Sint-Amands omvat[3].
- Regiobib Rivierenland, een samenwerkingsverband tussen de gemeentelijke bibliotheken van Berlaar, Bonheiden, Duffel, Heist-op-den-Berg, Lier, Nijlen, Putte en Sint-Katelijne-Waver[4].
- GAS Rivierenland, intergemeentelijke samenwerking die instaat voor de verwerking van de GAS-boetes van de gemeenten van de referentieregio, aangevuld met Boortmeerbeek, Herent en Kortenberg[5].
- Zorgbedrijf Rivierenland is een OCMW-vereniging van Sociaal Huis Mechelen en OCMW Sint-Katelijne-Waver en verenigt alle zorgdiensten van Mechelen en Sint-Katelijne-Waver[6].
- Sportregio Rivierenland, samenwerkingsverband tussen Aartselaar, Boom, Bornem, Hemiksem, Niel, Puurs-Sint-Amands, Rumst, Schelle, Willebroek en Zwijndrecht
- GO! scholengroep Rivierenland, scholengroep van 21 scholen en instellingen uit Bornem, Puurs-Sint-Amands, Willebroek, Aartselaar, Boom, Kontich en Niel[7].